# 姆万扎

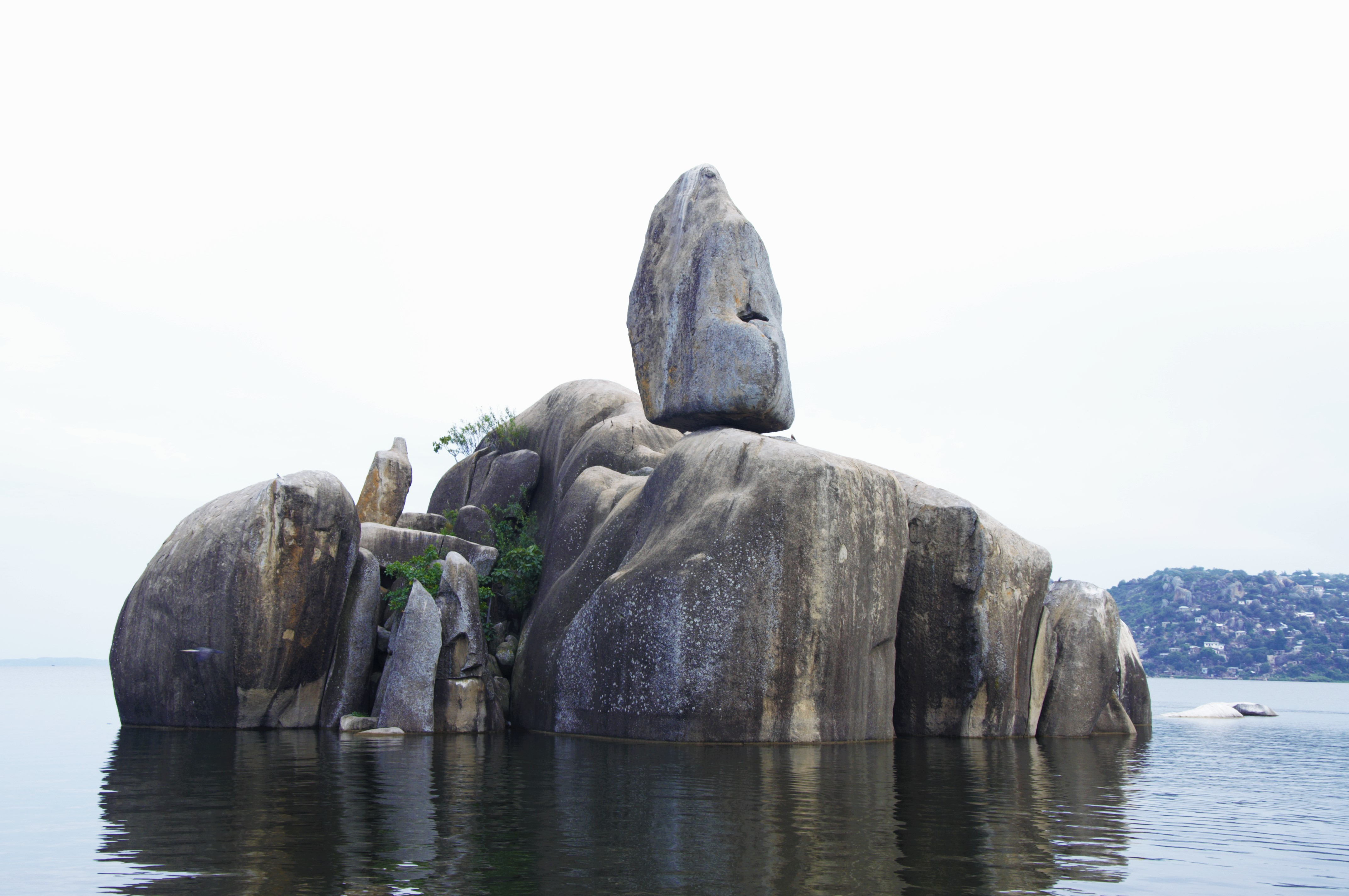
维多利亚湖中的卑斯麦巨石，是姆万扎城市的标志

姆万扎是坦桑尼亚西北部维多利亚湖南岸的一座港口城市，是姆萬扎區的首府，2002年普查人口为378,327，是坦桑尼亚继舊首都三蘭港之后的第二大城市。
坦桑尼亚与邻国乌干达和肯亞经维多利亚湖的贸易大都经姆万扎处理，该城的工业有渔业、肉品加工業以及纺织品和制造业。姆万扎有铁路连接达累斯萨拉姆和杜篤瑪。

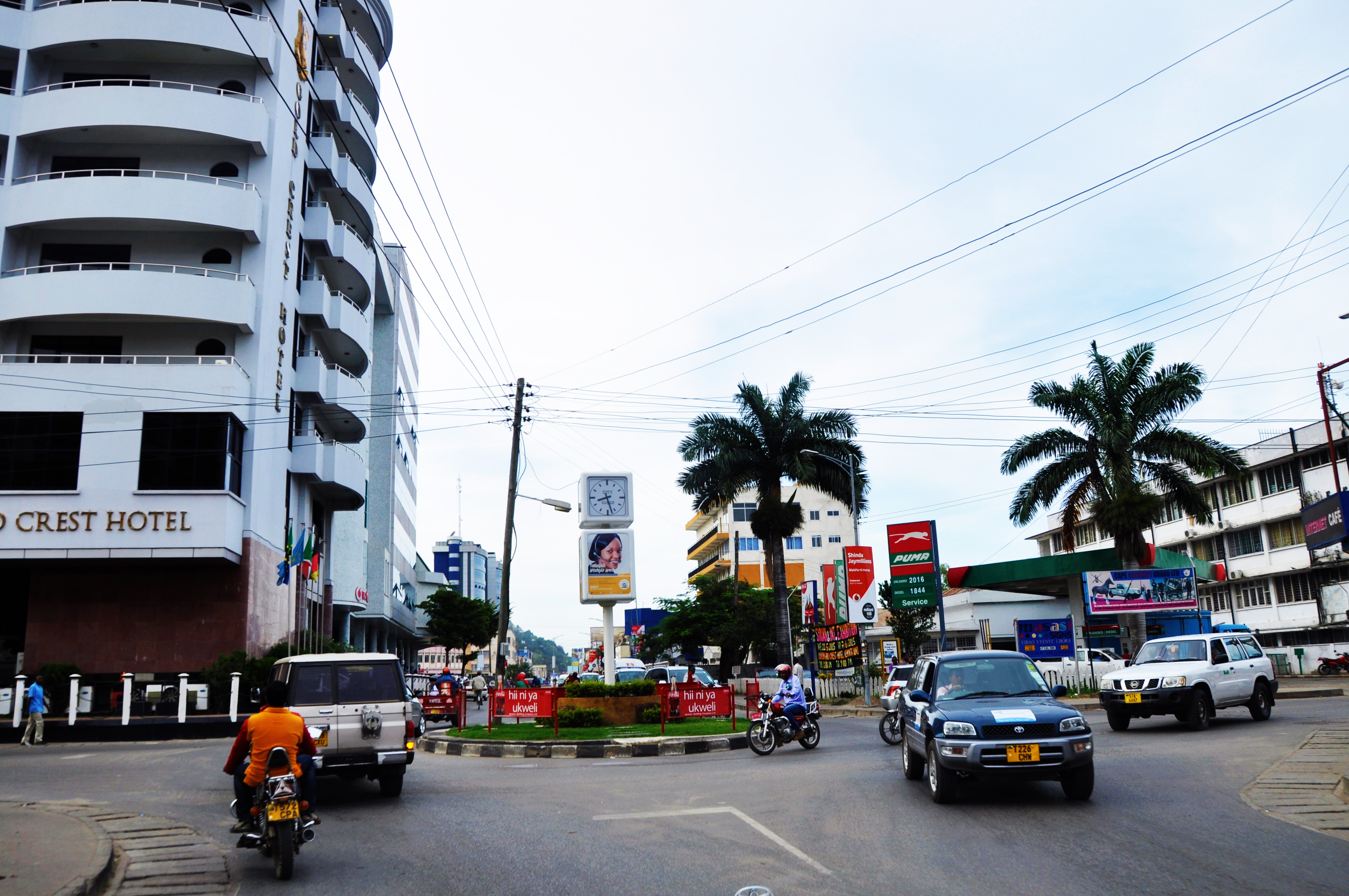
姆万扎市区街景

## 友好城市
- 芬兰坦佩雷
- 德国维尔茨堡